# Excoecaria lissophylla
Excoecaria lissophylla är en törelväxtart som beskrevs av Henri Ernest Baillon. Excoecaria lissophylla ingår i släktet Excoecaria och familjen törelväxter.
Artens utbredningsområde är Madagaskar. Inga underarter finns listade i Catalogue of Life.